# Eugène Richez
Eugène Richez, född 5 augusti 1864, död 31 oktober 1944, var en fransk bågskytt. Han deltog vid olympiska sommarspelen 1908 och olympiska sommarspelen 1920.